# テート・モダン

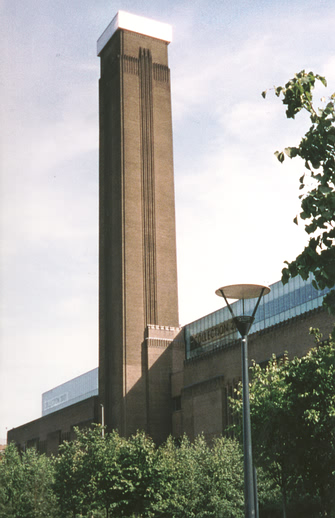
テート・モダンの煙突。頂上の「スイス・ライト」（Swiss Light）はスイス政府の援助で、マイケル・クレイグ＝マーティンと建築家ヘルツォーク&ド・ムーロンによりデザインされた。

テート・モダン（英: Tate Modern 発音例）は、ロンドンのサウス・バンク地区にある国立の現代美術館。テート・ブリテンなどとともに、国立美術館ネットワーク「テート」の一部をなしている。
スペースの不足に悩まされていたテート・ギャラリーが産業遺産であるバンクサイド発電所を買い取り、煉瓦造火力発電所を修復・再利用して、英国最大の近現代美術館に生まれ変わらせた。屋上にレストランなどのガラスの空間を増築している。

## 沿革

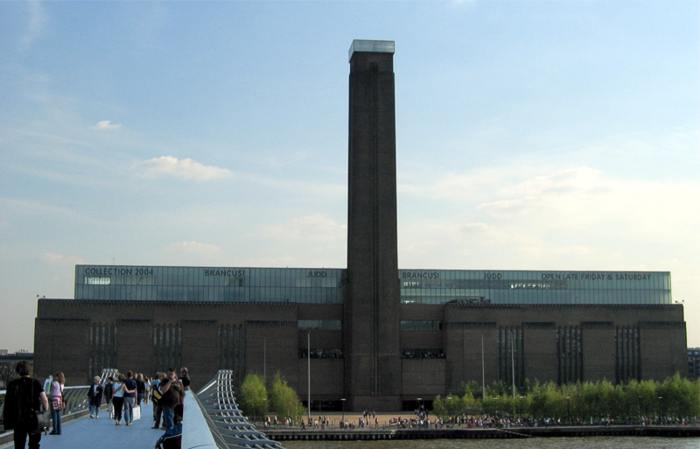
ミレニアム・ブリッジから見たテート・モダン

バンクサイド発電所だった建物を改造している。もとの発電所は、イギリスの赤い電話ボックスやバターシー発電所の設計家ジャイルズ・ギルバート・スコット設計によるもので、99 mの高さの煙突をもち、1947年と1963年の二度に分けての工事で完成したものである。テムズ川をはさんで向かいは金融街シティ・オブ・ロンドンで、セント・ポール大聖堂が聳え立つなど立派な街並みであるが、南側のサウス・バンクは長年ロンドンの裏方的な存在の工場・倉庫街であり、この発電所も戦災復興の際にロンドンの電力不足を解消するために急遽建てられたものだった。発電所は1981年に閉鎖され、変電所の機能だけが残るほかは役目を終えたぬけがらとなっていた。建物を保存せよという市民の声はあったが、歴史的建築物リストへの掲載は拒否され、1993年の段階では機械搬出のために建物の一部取り壊しが始まるなど保存の見通しは絶望的な状態であった。
一方、テムズ川上流のミルバンク地区にあるテート・ギャラリー（現テート・ブリテン）はイギリス美術および世界の近代・現代美術の美術館として運用されていたが、展示・収蔵スペースの不足に悩まされたため、1980年代にスペース拡充と役割分担のため近現代美術館の機能を新しい建物に移す計画が立てられた。十分に大きい展示面積をもつ建物の新築費用をどう調達するかと、それだけの建物を建てられる土地がロンドンの交通至便な場所に残っているか否かが最大の問題であったが、理事会はシティの対岸の荒廃した地区にある発電所建物に目を付け、1994年春、これを改造して再利用することが発表された。同年夏に安藤忠雄などが参加した建築設計競技の結果、1995年1月にスイスの建築家ヘルツォーク&ド・ムーロンの案が採用された。
発電機のあった巨大なタービン・ホールを大エントランスホールにして、屋上に採光窓やレストランなどのあるガラス張りのフロアを設けるなどの工事が行われ、2000年の5月12日、ミレニアムを祝う新施設の一つとしてオープンして以来、地元の人々や観光客に非常に人気のあるスポットとなっている。

## 展示室
発電所建物を再利用した本館は、後述の新館「スイッチ・ハウス」開館後に「ボイラー・ハウス」という名をつけられることになった。「ボイラー・ハウス」は7階建てで、メインエントランスやタービンホールやミュージアムショップは0階（レベル0）に、テムズ川からの入り口やカフェなどは1階に、展示室は2階、3階、4階に位置する。最上階の6階はテムズ川を望むレストランになっている。階の数え方は2012年の拡張時に1 - 7階から0 - 6階に変更された。
常設展示は2階、3階、4階で行われる。開館当初は2階と4階が常設展示室で、4つのブロックに「風景」・「静物」・「人体」・「歴史」という4つのテーマが振り分けられていた。時代順ではなくテーマごとの展示が選ばれたのは、異なった時代における共通する表現を見出すという意図や、忙しい観客がどれか一つのブロックしか見ることができなくても20世紀の美術運動や有名作家を一通り見ることができるようにするという配慮があった。しかし2006年より常設展示の方法が大きく変わり、3階の企画展示室の一部が常設展示室となり、5つのブロックがそれぞれいくつかの美術運動に焦点をあてた5つのテーマへと再構成された。3階には、テート・モダンのコレクションの中でも知られたもののひとつであるマーク・ロスコのシーグラム壁画を集めた「ロスコ・ルーム」がある。
また、企画展示は2階と3階で行われる（この部分のみ有料である）。建物のエントランスホールである長大なタービン・ホールも、期間を区切った企画展示に使われている。

## タービンホール
テート・モダンの特徴であるタービン・ホールはかつて大型発電機が置かれていた空間で、建物と同じ7階分に相当する高さと3,400平方メートルの面積がある。このホールでは毎年10月から3月まで、現代美術家に依頼して制作されたインスタレーション作品の展示が行われる。このシリーズは最初はユニリーバ社の提供で、開館から5年間の予定であったが、毎回ホールの空間全体を使った巨大な展示で人気が高いため、2012年まで延長して開催されることになった。
ユニリーバによるシリーズが終わった後は、タービンホールはダミアン・ハーストの作品展示やクラフトワークのライブ会場などとして使われた。2013年、テート・モダンは現代自動車（ヒュンダイ）と契約を結び、ヒュンダイはテート・モダンに500万ポンドを提供し、テート・モダンは10年間にわたり、毎年一名の現代美術家に対して、タービンホールで展示する作品制作を依頼するというプログラムを継続することとなった。この支援は、ひとつの美術館に対するものとしては当時イギリス最高額の支援であった。ヒュンダイ・シリーズは2015年10月より開始された。
タービンホールで依頼作品を展示した作家は以下のとおり。
- 2000年 — ルイーズ・ブルジョワ - 『ママン（Maman）』『アイ・ドゥー（I Do）』『アイ・アンドゥー（I Undo）』『アイ・リドゥー（I Redo）』
- 2001年 -フアン・ムニョス（英語版） - 『ダブルバインド（Double Bind）』
- 2002年 - アニッシュ・カプーア - 『マーシャス（Marsyas）』
- 2003年 - オラファー・エリアソン - 『ウェザー・プロジェクト（The Weather Project）』
- 2004年 - ブルース・ナウマン - 『ロウ・マテリアルズ（Raw Materials）』
- 2005年 - レイチェル・ホワイトリード（英語版） - 『エンバンクメント（Embankment）』
- 2006年 - カールステン・フラー（英語版） - 『テスト・サイト（Test Site）』
- 2007年 - ドリス・サルセド（英語版） - 『シボレス（Shibboleth）』
- 2008年 - ドミニク・ゴンザレス＝フォルステル（英語版） - 『TH.2058』
- 2009年 - ミロスワフ・バウカ（英語版） - 『How It Is』
- 2010年 - アイ・ウェイウェイ - 『Sunflower Seeds』
- 2011年 - タシタ・ディーン（英語版） - 『Film』
- 2012年（7月-10月） - ティノ・セーガル（Tino Sehgal） - 『These Associations』
- 2015年 - アブラハム・クルズヴィエイガス（英語版） - 『Empty Lot』
- 2016年 - フィリップ・パレーノ - 『Anywhen』

## 増築

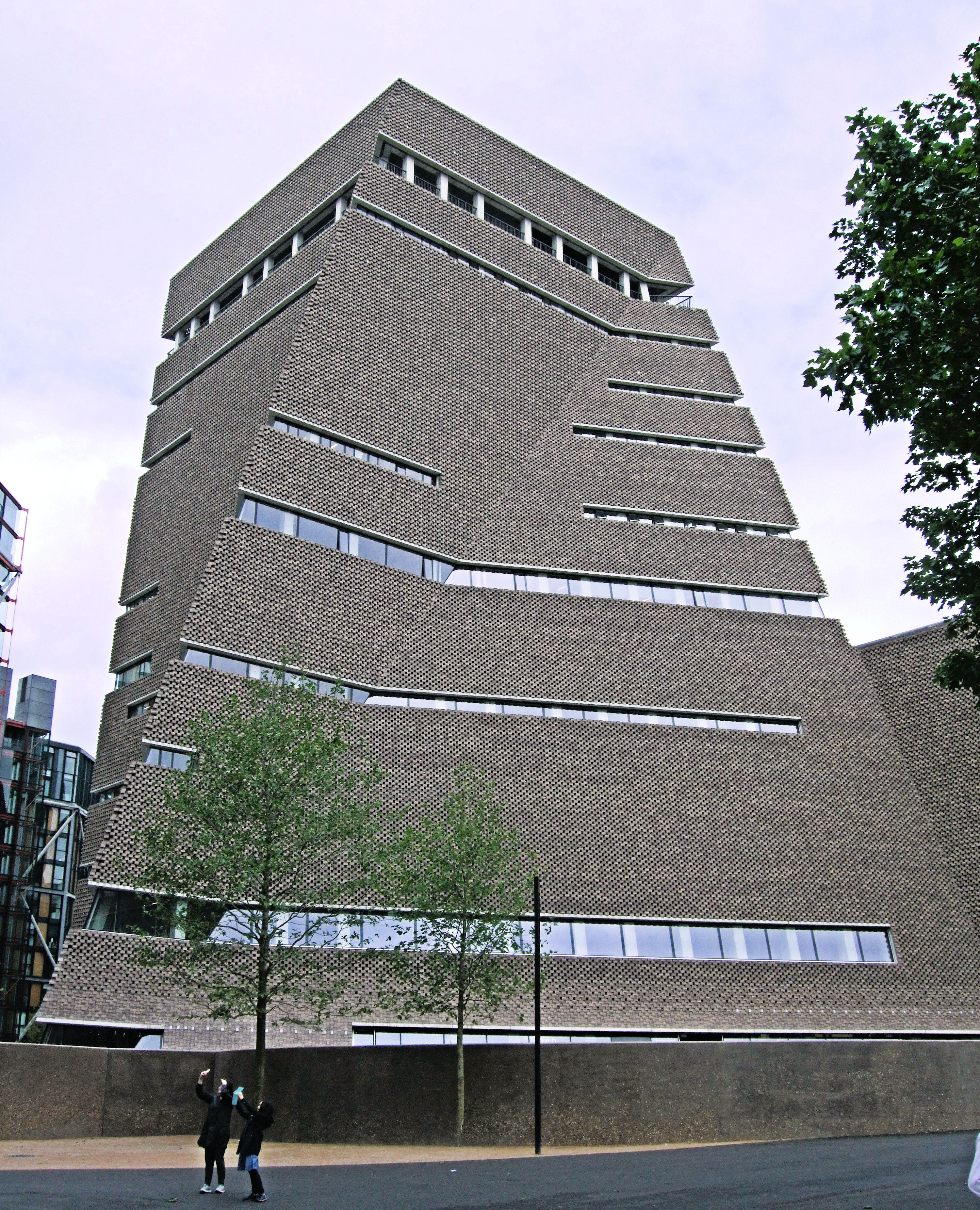
テート・モダンの新館「スイッチ・ハウス」。10階建て

旧サウスバンク発電所の建物のうち、タービンホールより南半分では変電所が現在も動いているが、将来はこの部分への拡張も可能であり、地下にも拡張できるスペースが存在する。2006年にはこの変電所を運転しているEDFエナジー（EDFの英国子会社）が変電所のうち西半分を手放してテートに譲り、この部分には「ウェスタン・ブロック」という展示室ができることになった。そのうち0階部分の一部が後述の「タンクス」への通路や展示室として2012年にオープンしている。
「ウエスタン・ブロック」のすぐ南側の建物外部には、ヘルツォーク&ド・ムーロンの設計による新館「スイッチ・ハウス」が建つ。高さは64.5メートル、地上10階建て。当初は2012年に完成予定で、ガラス張りの箱を積み上げたピラミッド状の建物が建つはずであったが、論争の末、テート・モダンの建物に合わせてレンガを貼った設計へと変更となった。レンガは隙間ができるように外壁に貼り付けられており、この隙間から昼は外光が館内に入り、夜は館内の灯りが外へ漏れて光が建物を包み込むようになる。2016年6月17日にスイッチ・ハウスがオープンした後のテート・モダンは展示面積が従来の60パーセント増となり、これまで以上にコレクションが公開できるようになった。
スイッチ・ハウスの地下には発電所用に設けられていた円形の重油タンクが3つあるが、これらも展示空間として改造、再生され、2012年7月18日に「タンクス」という名でオープンした。各タンクはビデオアート、パフォーマンスアート、インスタレーションなどの展示に使用され、ダンスやパフォーマンスへの関心の高まりに対応する。
2017年5月、ブラバトニック・ビルデングに変名された。

## 交通
テート・モダンへのアクセスは、セント・ポール大聖堂からミレニアム・ブリッジを渡ってすぐ。セント・ポール大聖堂の近くにはロンドン地下鉄のセント・ポールズ駅がある。また、地下鉄ブラックフライアーズ駅からブラックフライアーズ橋を渡ってテムズ南岸を歩くか、サザーク駅から歩く方法もある。
テムズ川を行き交う船のうち、グリニッジやドックランズ行きの便は美術館横のバンクサイド・ピアに着岸する。バンクサイド・ピアには、テート・ブリテンとの間をシャトル運行する「Tate to Tate service」もある。
美術館のすぐ横には、ウィリアム・シェイクスピアの時代の様式でかつての場所に再建された「グローブ座」がある。